# Palmaria
(Gabriele D'Annunzio - Laudi)
L'isola Palmària (a Parmæa in ligure), si trova nel mar Ligure, all'estremità occidentale del Golfo della Spezia; con la sua area di 1,89 km quadrati è la più grande isola dell'arcipelago Spezzino e in generale della Liguria. 
Posta di fronte al borgo di Portovenere, da cui è separata da uno stretto braccio di mare detto Le bocche, è parte di un arcipelago costituito anche dalle isole del Tino e del Tinetto. Il suo territorio fa parte del comune di Portovenere.
Dal 1997 l'isola Palmaria, insieme alle altre isole del Tino e del Tinetto, a Portovenere e alle Cinque Terre, è stata inserita tra i Patrimoni dell'umanità dell'UNESCO.
L'isola ha ospitato il set cinematografico del film I cannoni di Navarone, facendo da cornice alla scena finale del film.
Il 4 settembre 1999 gli astrofili Paolo Pietrapiana e Luigi Sannino, dall'Osservatorio di Monte Viseggi alla Spezia, scoprono l'asteroide 12575 Palmaria, denominato e dedicato all'isola del Golfo della Spezia.

## Descrizione
L'isola Palmaria con la sua superficie di 1,89 km², è la più grande delle tre isole del Golfo della Spezia e dell'intero territorio ligure; le altre due isole, Tino e Tinetto, si incontrano scendendo di pochissime centinaia di metri in linea retta verso sud.
L'isola ha una forma triangolare: i lati che si affacciano verso Portovenere e il golfo della Spezia sono quelli più antropizzati e degradano dolcemente sino al livello del mare, ricoperti dalla tipica vegetazione mediterranea.

Il lato dell'isola rivolto ad ovest, verso il mare aperto, è caratterizzato invece da alte falesie a picco sull'acqua, nelle quali si aprono molteplici grotte: sono degne di nota la Grotta Azzurra, visitabile in barca, e la Grotta dei Colombi, che si può raggiungere solo calandosi con delle corde.
Quest'ultima grotta in particolare si è rivelata molto importante per lo studio dei primi insediamenti umani nel Golfo, in quanto al suo interno sono state ritrovate ossa fossili di animali pleistocenici, quali il camoscio e il gufo delle nevi, ma soprattutto resti di sepolture, che attestano la presenza dell'uomo almeno cinquemila anni fa.

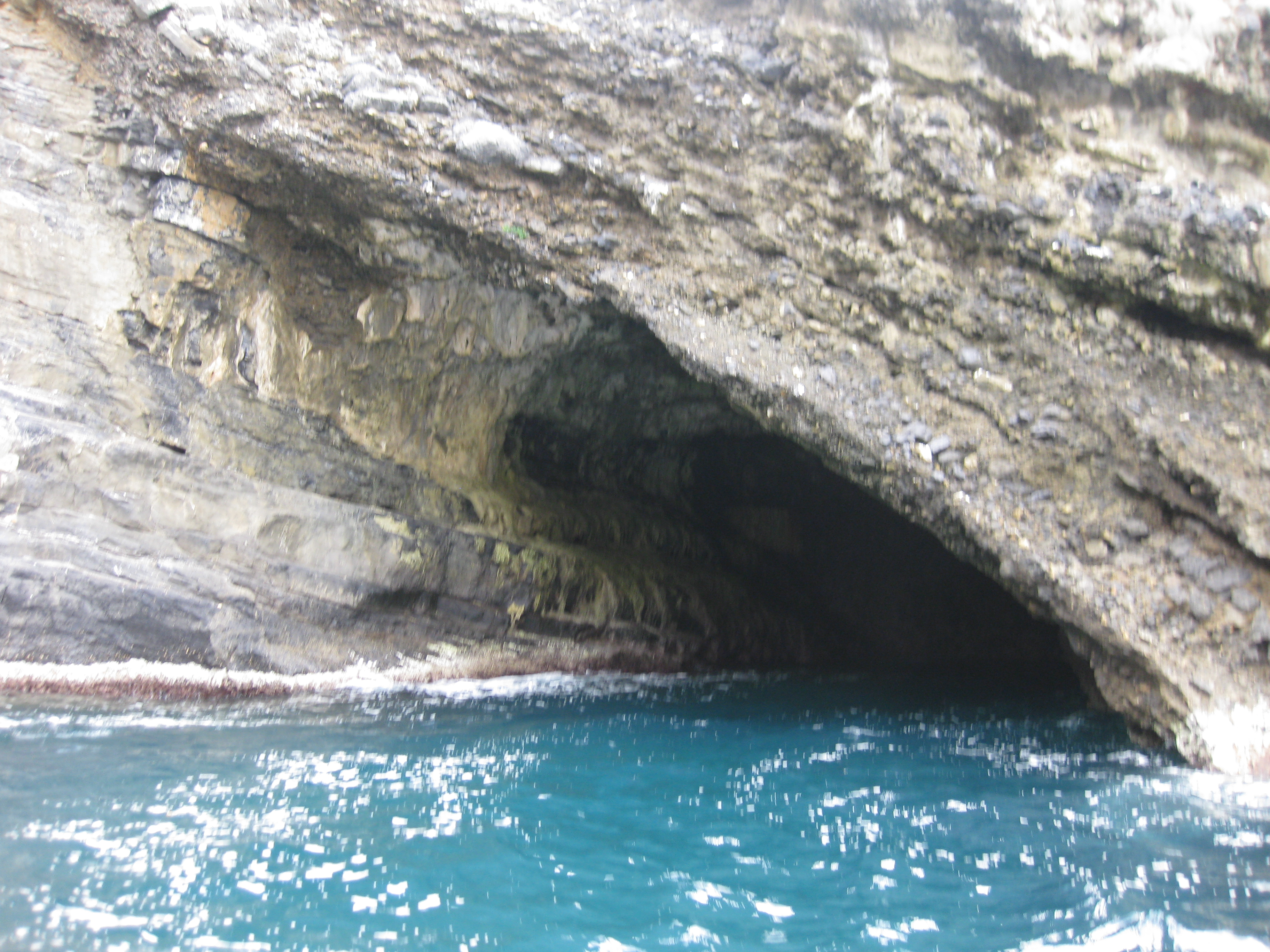
Palmaria
La Grotta Azzurra

Sull'isola sono presenti, inoltre, molte costruzioni di carattere militare di grande interesse storico: sulla sommità dell'isola, inaccessibile in quanto ex territorio militare ed attualmente in stato di abbandono, si trovano il forte Conte di Cavour (o forte Palmaria), la batteria sperimentale oggi adibita a centro di educazione ambientale e la batteria Semaforo; presso punta Scuola, la torre corazzata Umberto I – che aveva in dotazione due cannoni Krupp da 400 mm, ossia con il maggior calibro per l'epoca –, adibita nel secondo dopoguerra a carcere militare e da pochi anni ristrutturato e i resti della batteria Albini; sparsi nell'intero territorio dell'isola, svariati bunker risalenti alla Seconda guerra mondiale e resti di postazioni d'artiglieria costiera e contraerea per lo più inaccessibili in quanto abbandonati e invasi dalla vegetazione.
Degna di nota, nella parte meridionale dell'isola denominata Pozzale, la cava oggi abbandonata e utilizzata un tempo per l'estrazione del pregiato marmo nero a striature dorate detto portoro. Sono ancora presenti i resti delle gru e dei paranchi utilizzati per la movimentazione dei blocchi di marmo, nonché i muri delle abitazioni dei minatori.
Nel 2009 è stata presentata una variante al Piano Regolatore e un progetto di riqualificazione e valorizzazione turistica dell'isola. Intorno al 2011 dovrebbero essere dismesse le aree militari della Palmaria, ed è prevista la costruzione di una passeggiata a mare davanti a Portovenere, attrezzata con palme e panchine, un significativo aumento delle volumetrie per l'ampliamento dello stabilimento balneare e, al centro dell'isola, la creazione di centri di agriturismo con coltivazioni di ulivo e vite, che beneficiano dei contributi regionali e dell'Unione europea. Il progetto di Comune e Regione non è stato accettato dalla popolazione, che ha costituito il movimento PalmariaSI MasterplanNO, per proseguire la sua lotta contro la vendita degli edifici dell'Isola Palmaria.
Nel 2020 la Commissione Europea ha avviato indagini sul progetto Masterplan richieste dal movimento PalmariaSI MasterplanNO per mezzo di una petizione.

## Storia
San Venerio nacque sull'isola Palmaria intorno all'anno 560. Secondo lo storico Giuliano Lamorati vi avrebbe anche iniziato la sua vita di religioso nel monastero di San Giovanni sulla stessa isola.
Oggi del piccolo monastero tenuto dai Benedettini non esiste più traccia, ma sembra certo che in periodo di basso medioevo accanto al convento vi fosse anche costituito anche il piccolo borgo detto "di San Giovanni", oggi scomparso. Ai primi del XII secolo Palmaria fu ceduta alla repubblica di Genova dai Signori di Vezzano.
L'isola, ricca di vigneti e di uliveti, durante il periodo delle guerre tra Genovesi e Pisani subì ripetute devastazioni.
In particolare nel 1282 ingenti forze pisane distrussero il borgo e la chiesa; degli edifici distrutti il tempo ha cancellato ogni memoria.
Nell'aprile 2023 hanno avuto avvio i lavori per la costruzione di uno stabilimento balneare privato nell'ambito di un più vasto progetto di "riqualificazione" dell'isola. I lavori dello stabilimento sono stati boccati dalla magistratura nell'ambito dell'inchiesta su Matteo Cozzani e Giovanni Toti.

## Habitat naturale

### Flora
La flora della Palmaria conta circa 500 specie. La vegetazione originale, che doveva essere
costituita prevalentemente dalla macchia mediterranea e dal bosco di leccio, è stata modificata per cause antropiche quali il fuoco, l'agricoltura, introduzione di piante e animali alloctoni (platani, palme e conigli).
Oggi i pini (Pinus pinaster e Pinus halepensis) condividono lo spazio con essenze tipicamente mediterranee come il leccio (Quercus ilex), la roverella (Quercus pubescens), il lentisco (Pistacia lentiscus), il corbezzolo (Arbutus unedo), i cisti (Cistus monspeliensis, Cistus salvifolius, Cistus incanus), le ginestre spinose (Spartium junceum), ecc.
Altre importanti formazioni vegetali sono la macchia ad euforbia (Euphorbia dendroides) e sulle scogliere più vicine al mare quelle caratterizzate dal finocchio di mare (Crithmum maritimum).

Tra le emergenze floristiche occorre ricordare Centaurea cineraria veneris, Iberis umbellata var. linifolia, esclusiva nella Palmaria, Centaurea aplolepa lunensis, endemica della Liguria orientale.
Da ricordare infine Brassica oleracea robertiana, Serapias neglecta e Cistus incanus, raro in Liguria, ove raggiunge il suo limite settentrionale.

### Fauna

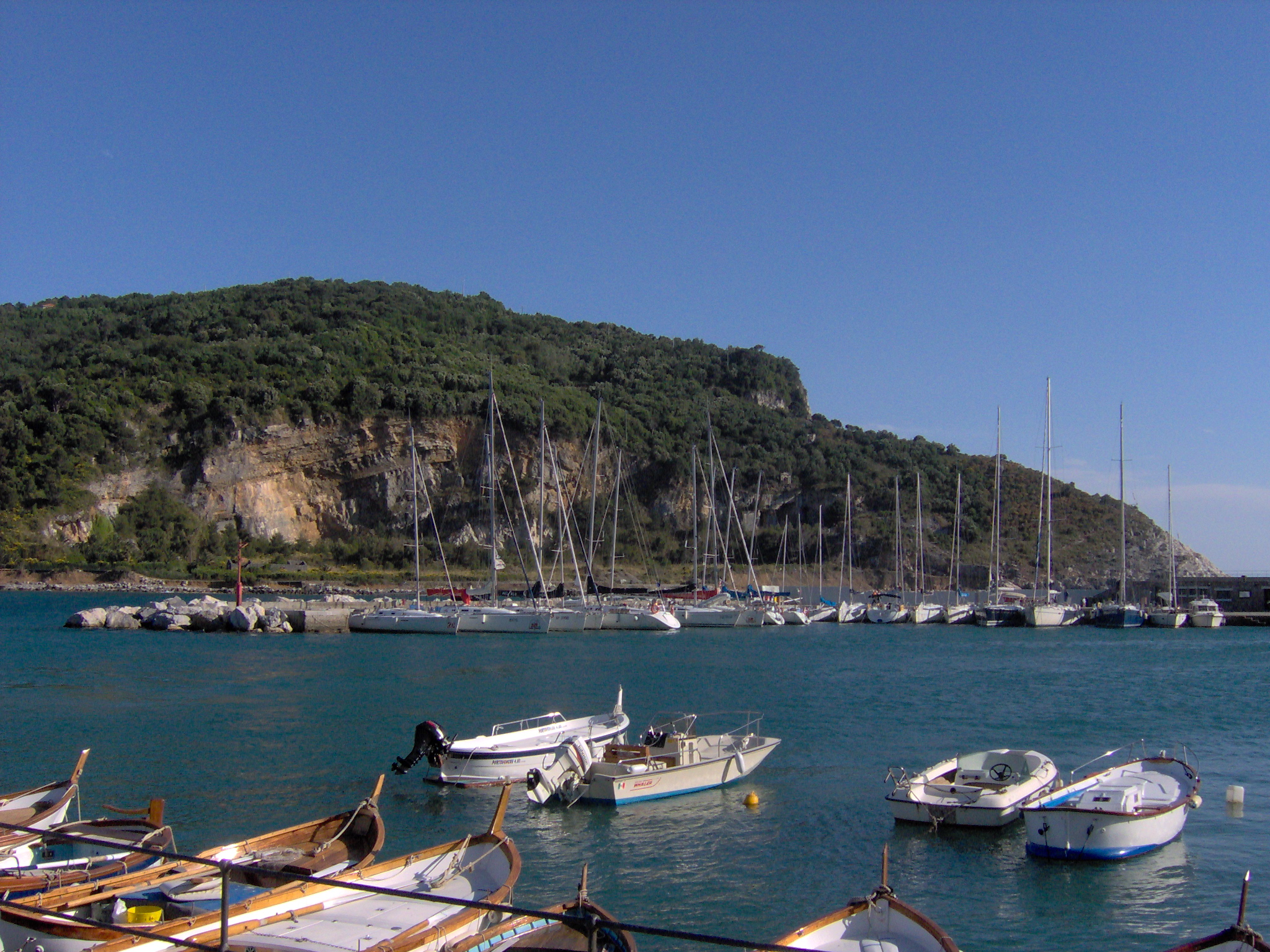
Isola Palmaria vista dal molo di Portovenere

Sull'isola si trovano alcune delle maggiori emergenze faunistiche rettili, quali il tarantolino
Phyllodactylus europaeus, il più piccolo dei gechi europei, facilmente riconoscibile per
l'assenza di tubercoli sul lato dorsale. Oltre che sulle isole del Tino e del Tinetto questo geconide è presente in pochissimi altri siti liguri.
Tra gli uccelli meritano di essere ricordati il gheppio (Falco tinnunculus), il falco pellegrino (Falco peregrinus), lo sparviero (Accipiter nisus), la pernice rossa (Alectoris rufa), due specie di gabbiani (Larus argentatus, Larus michahellis), il corvo imperiale (Corvus corax), il passero solitario (Monticola solitarius), il cormorano o marangone dal ciuffo (Phalacrocorax aristotelis).
Tra i mammiferi si menzionano i cinghiali e i pipistrelli presenti nelle grotte: l'orecchione (Plecotusauritus), il rinolofo maggiore o pipistrello ferro di cavallo maggiore (Rhynolophus ferrumequinum), il rinolofo minore (Rhynolophus hipposideros). Sono presenti colonie di conigli e di capre, residui di un recente passato in cui l'isola era maggiormente abitata di adesso.
Tra gli invertebrati presenti sulle isole è da segnalare il coleottero Parmena solieri, un endemismo tirrenico legato alla macchia di euforbia arborea.

### Clima
Il clima dell'isola è tipicamente mediterraneo, con escursione termica, sia giornaliera che stagionale, piuttosto contenute.
In inverno sono rarissimi gli episodi di freddo intenso e gelo, mentre in estate la calura è smorzata dall'effetto della brezza di mare; le precipitazioni ricalcano l'andamento della Riviera di Levante, presentandosi abbondanti, soprattutto in autunno e inverno.

## Collegamenti marittimi

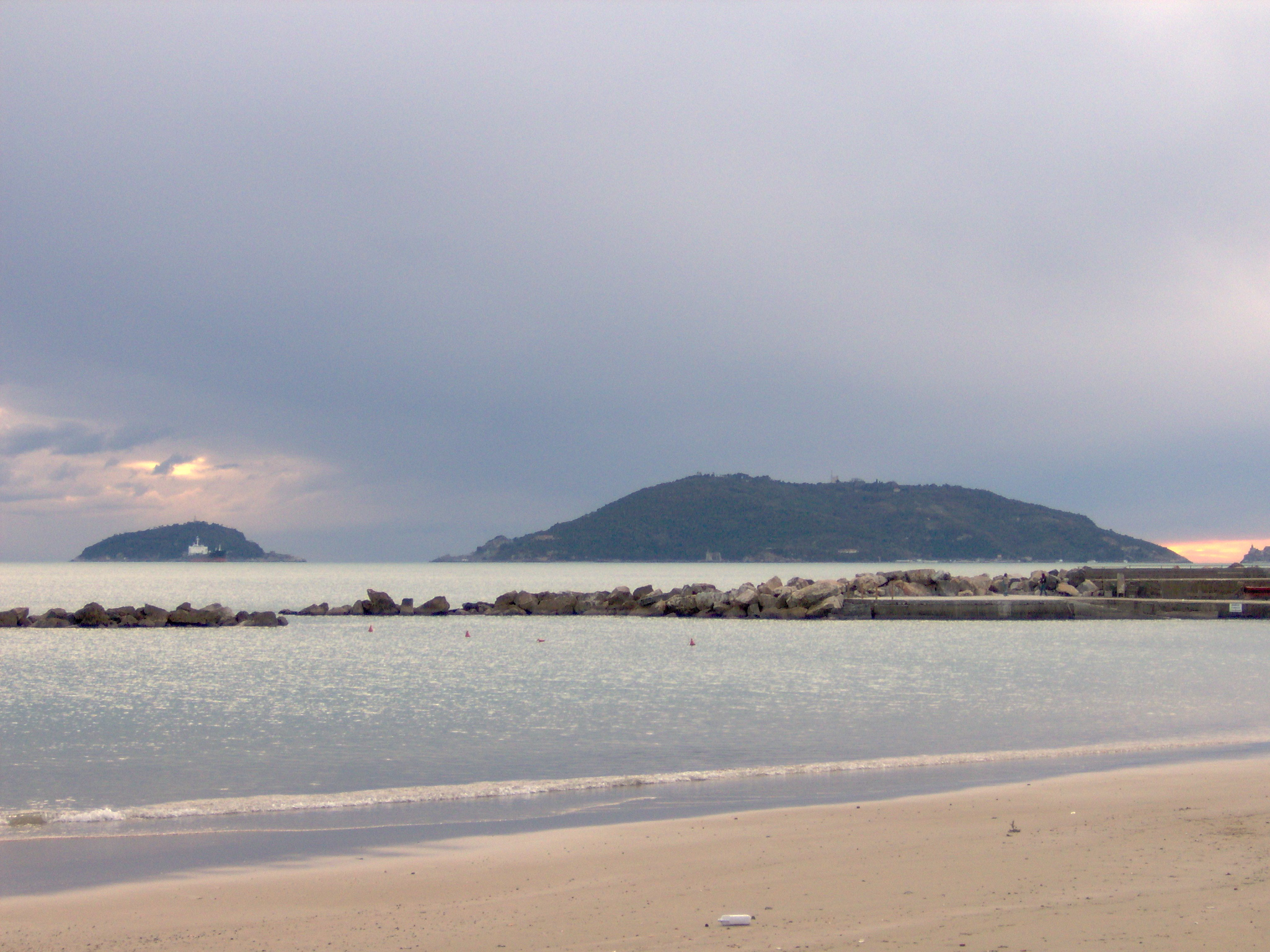
Isole Palmaria e Tino, viste dalla spiaggia di San Terenzo

Attualmente è possibile raggiungere l'isola con imbarcazioni private oppure, nei mesi estivi, con traghetti che la collegano a Portovenere, Lerici e La Spezia.

## Galleria d'immagini

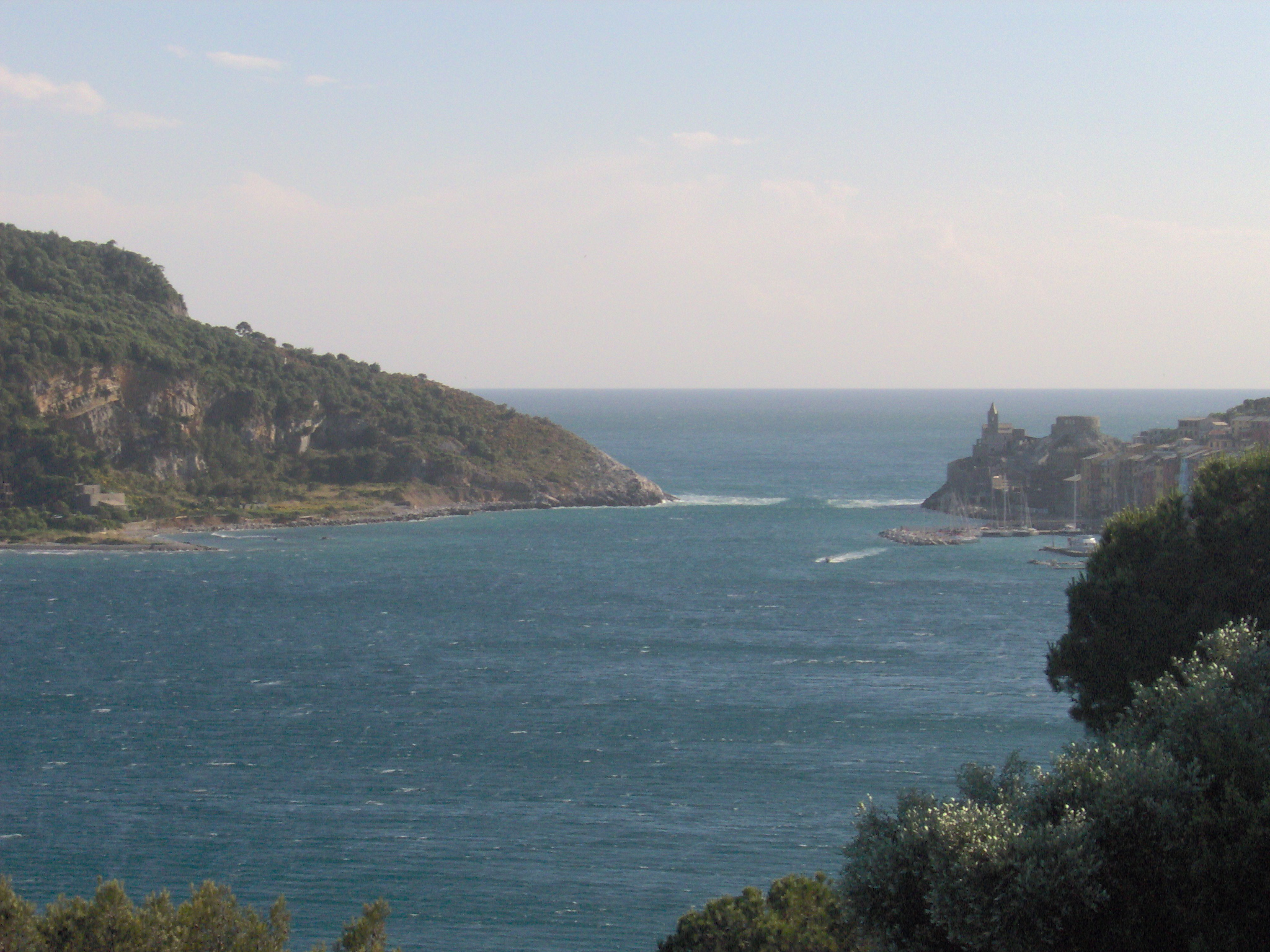
Le "bocche" di Portovenere
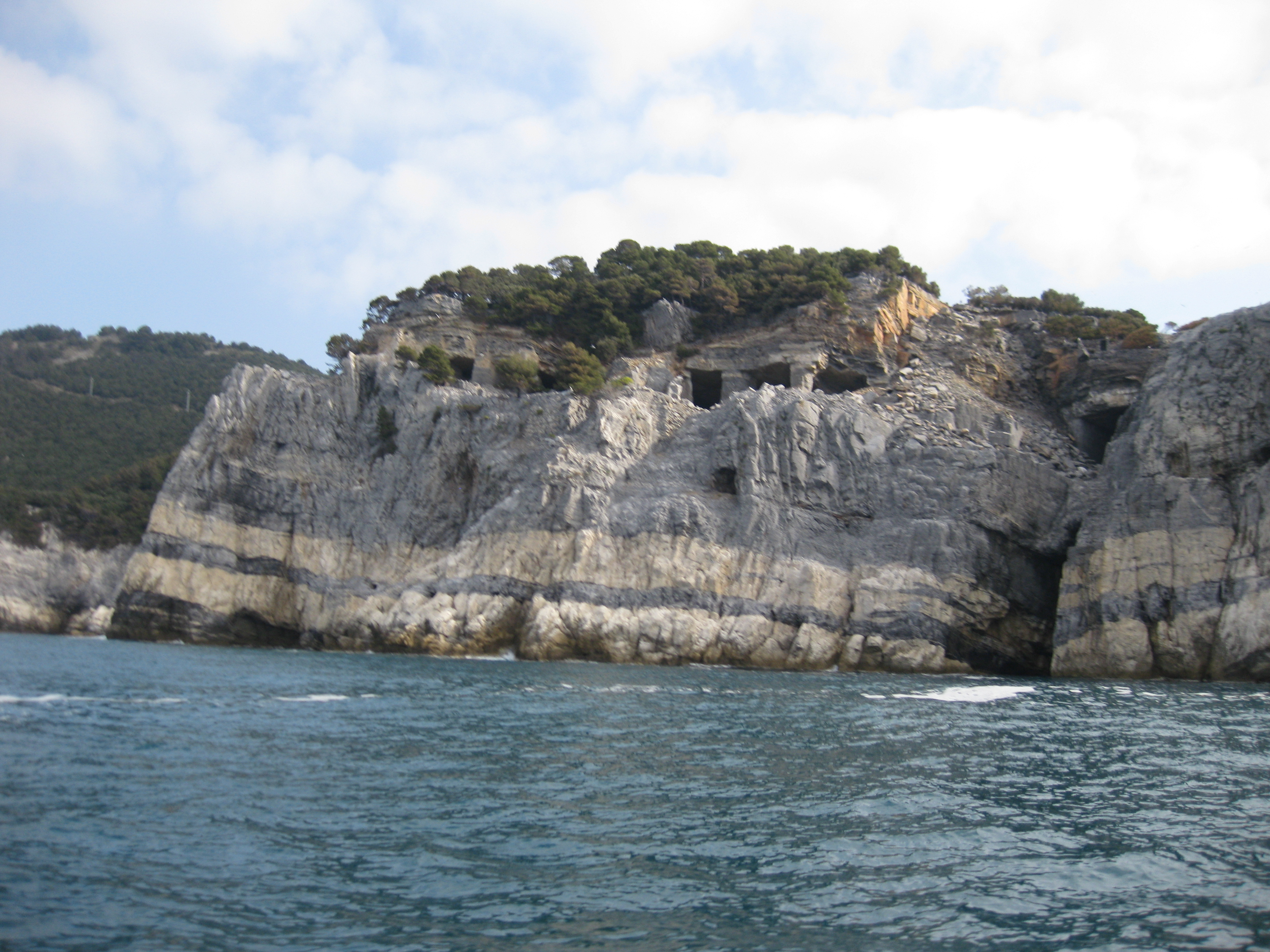
Le falesie di marmo Portoro
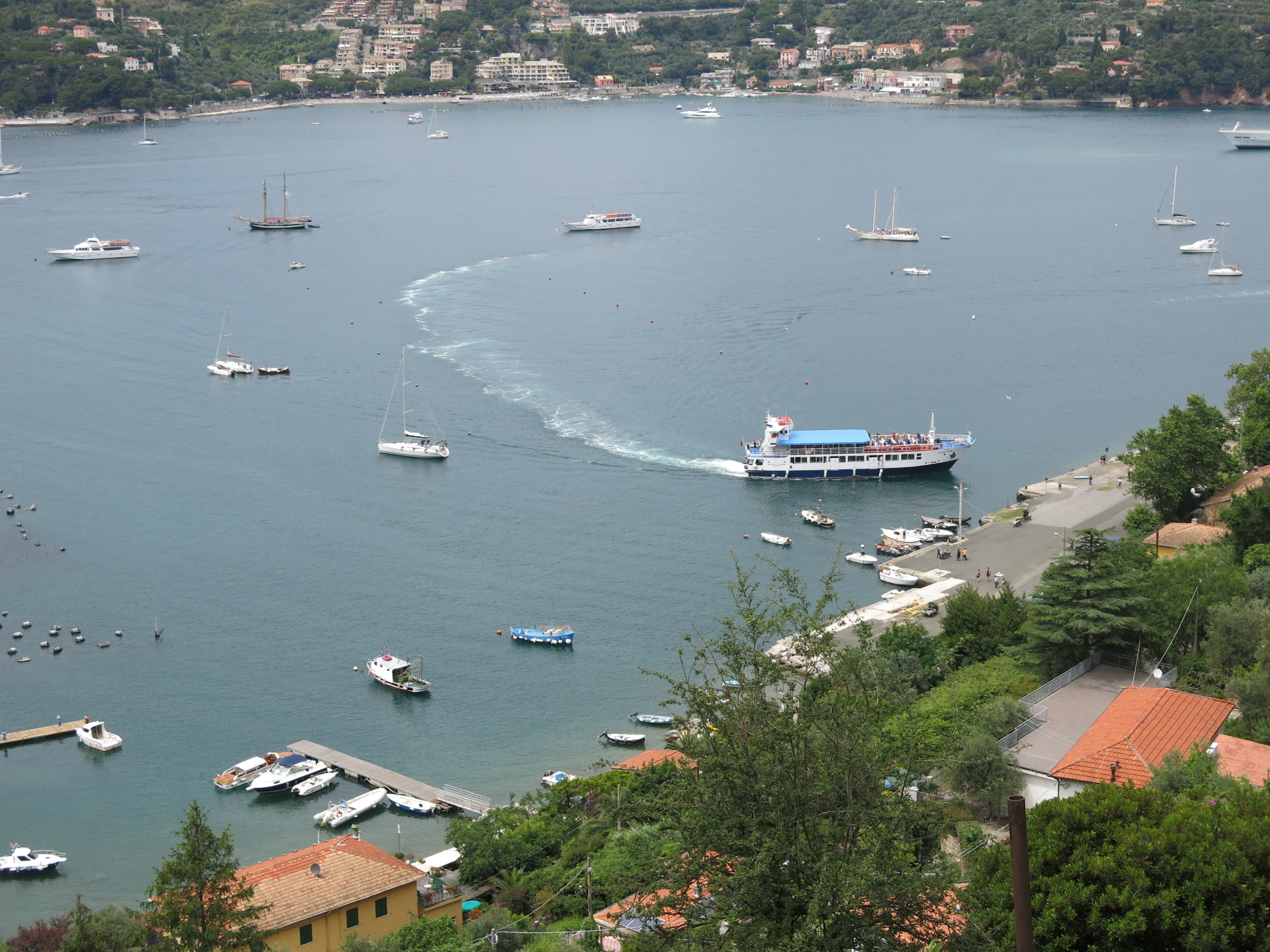
Il porto dell'isola Palmaria
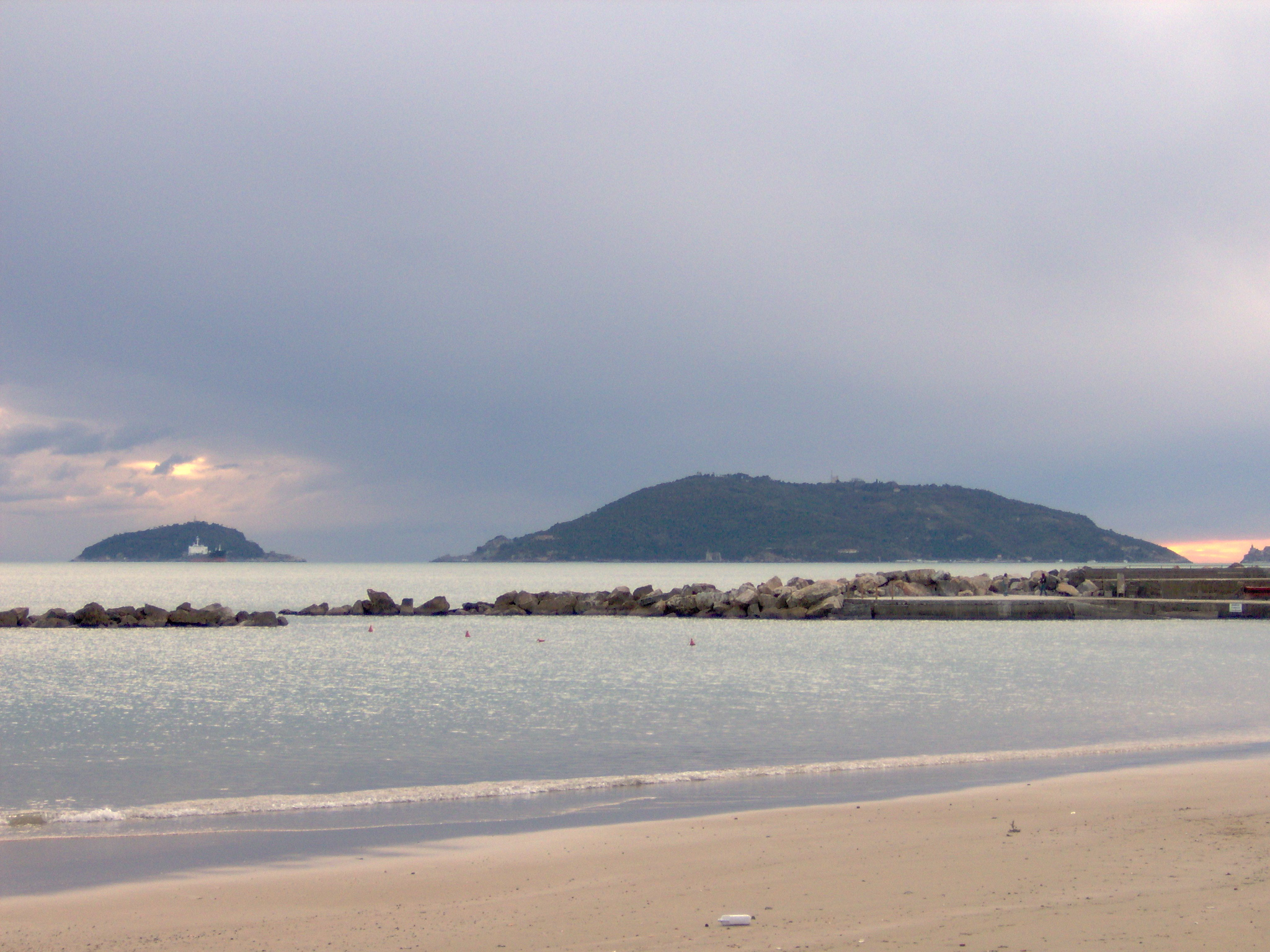
Tino e Palmaria